# Zásnuby ve snu
Zásnuby ve snu (Verlobung im Traum) je opera o dvou dějstvích skladatele Hanse Krásy z roku 1933. Libreto napsali Rudolf Fuchs a Rudolf Thomas na námět novely Fjodora M. Dostojevského Strýčkův sen. 
Premiéra proběhla v Novém německém divadle v Praze dne 18. května 1933. Dirigentem byl Georg Szell, režii měl Renato Mordo. Krása za tuto operu obdržel 28. října 1933 československou Státní cenu za literaturu a umění.

## Historie

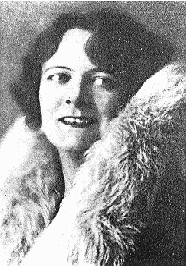
Lidia Kindermannová, představitelka Nataši, 1931

Práci na opeře začal Krása v roce 1928. Libreto dokončili Rudolf Fuchs a Rudolf Thomas patrně v létě 1928. Na dokončení díla naléhal vedoucí operního úseku vídeňského nakladatelství Universal Edition, Dr. Hans Heinsheimer,  V září 1930 bylo v časopisu Antakt oznámeno dokončení opery Feďa. Později byl název změněn na Verlobung im Traum. , kdy byla  byl pořízen klavírní výtah. Nastalo jednání o premiéře. O provedení světové premiéry opery měla zájem i Berlínská státní opera. jak vyplývá z dopisu generálního ředitele opery Ericha Kleibera ze dne 15. září 1930. O premiéru usiloval v roce 1931 i dirigent Fritz Busch, šéfdirigent Státní opery v Drážďanech. Ve hře byla i Vídeňská státní opera, zde ale bylo Krásovo dílo v roce 1931 dirigentem Clemensem Kraussem odmítnuto. V roce 1932 se uvažovalo i o premiéře v Manheimu, ale ani to nevedlo ke konkrétnímu výsledku.
V říjnu 1932 byla dohodnuta premiéra v Novém německém divadle v Praze a byla stanovena na březen 1933. Situaci ale zkomplikovala nemoc jedné z hlavních představitelek, altistky Lydie Kindermann. Nejprve se uvažovalo o přeobsazení, kdy paní Kindermannovou nahradí paní Amerlingová. Nakonec byla premiéra odložena a provedena v původně plánovaném obsazení dne 18. května 1933 v rámci festivalu Maifestspiele.
Repríza dne 9. června 1933 byla přenášena Československým rozhlasem v přímém přenosu.

### Reakce kritiky
Kritiky německy psaných listů v Praze (např. Prager Tagblatt - autor Max Brod, Der Auftakt - autor Erich Steinhard) byly pochvalné až nadšené. O opeře pochvalně referoval i Hans Heinz Stuckenschmidt v Berliner Zeitung.
Česká kritika přijala dílo rovněž většinou příznivě, například Václav Talich v Národním Osvobození. Pouze dva kritici nesdíleli tento názor. František Bartoš v Lidových novinách napsal, že "jde o dílo dramaticky nadaného autora, technicky pohotového, stylově dosud však nevyhraněného." Mirko Očadlík ve své kritice dílo zcela odmítl. Příkrost jeho odsudku vzbuzuje i dnes otázky, zda se v tomto případě nejednalo ještě o jiné pohnutky, než pouze hudební.

### Obnovená premiéra
Po skončení druhé světové války se dlouho zdálo, že dílo je ztraceno. Dirigent Israel Yinon nalezl ve vídeňském archivu foliant označený jako "majetek Německého divadelního spolku v Praze". V tomto balíku se nacházela rovněž partitura Krásovy opery včetně dirigentských poznámek Georga Szélla. Na základě tohoto objevu byla opera znovu inscenována v spolupráci Státní opery Praha a Národního divadla v Mannheimu. Obnovená premiéra proběhla 27. března 1994 ve Státní opeře Praha.

## Přehled inscenací
- 1933 Nové německé divadlo v Praze, premiéra 18. května 1933, Dirigentem byl Georg Szell, režii měl Renato Mordo.[1]
- 1994 Státní opera Praha, premiéra 27. března 1994, režie Karel Drgáč, dirigent Israel Yinon, představení vzniklo v kooprodukci s Národním divadlem v Mannheimu (Nationaltheater Mannheim),[11]
- 2014 Bádenské státní divadlo v Karlsruhe (Badisches Staatstheater Karlsruhe), premiéra  18. října 2014, dirigent: Justin Brown, režie: Ingo Kerkhof, scéna: Dirk Becker, kostýmy: Inge Medert, choreografie: Darie Cardyn.[12][13]
- 2022 Národní divadlo moravskoslezské, premiera 17.2. 2022, dirigenti: Adam Sedlický/Marek Šedivý, režie:Jiří Nekvasil[14][15] Rozhlasový záznam představení ze dne 17. února 2022 byl uveden na stanici Český rozhlas Vltava dne 7. května 2022.[16]

## Osoby
| Role                       | hlas         | obsazení při premiéře 18. května 1933 (Dirigent: Georg Széll) |
| -------------------------- | ------------ | ------------------------------------------------------------- |
| Marja Alexandrovna         | mezzosoprán  | Rose Merker                                                   |
| Zina, její dcera           | soprán       | Hilde Konetzni                                                |
| Nastasja, Marjina švagrová | alt          | Lydia Kindermann                                              |
| Kníže                      | basbaryton   | Heinrich Hölzlin                                              |
| Pavel, jeho příbuzný       | tenor        | Josef Masák                                                   |
| Barbora, poselkyně         | alt          | Thea Silten                                                   |
| Sofia Petrovna             | mezzoasoprán | Paula Sommer                                                  |
| archivář města Mordasova   | baryton      | Hans E. Hay                                                   |
| Theophil, sluha hraběte    |              | Peter Schork                                                  |

## Děj opery
Děje se v provinčním městě Mordasov kolem roku 1850 během jednoho dne.

### Prolog
Archiv města Mordasova
Archivář městečka si stěžuje na své povolání: neustále jen sbírat a přerovnávat papíry. Vzpomíná ale na den, kdy se u něho zastavil spisovatel Dostojevskij a zajímal se o příběh krásné Ziny, její matky, starého knížete a jeho proradného příbuzného Pavla. Podle toho příběhu později napsal novelu.

### První dějství

#### 1. obraz
Malý Zinin pokoj
Do Zinina pokoje přichází Barbora a přináší jí květiny od jejího milého Fedi. Feďa je učitelem, je chudý a nemocný, navíc je pro své pokrokové názory sledován carskými úřady. Zina vzpomíná na krásné chvíle, které s Feďou prožila a slibuje mu věčnou lásku.

#### 2. obraz
Obývací pokoj
Zinina matka Marja Alexandrovna se hádá se svou intrikánskou švagrovou Nastasjou, kterou trpí ve svém domě. Očekávají hosty. Mladý diplomat Pavel přijel navštívit Zinu, kterou miluje. Cestou potkal svého příbuzného, starého knížete, jemuž se rozbil kočár. Přivádí jej rovněž do Mariina domu. Maria v tom vidí příležitost provdat Zinu za bohatého ženicha. Pavel se dvoří Zině a pomlouvá Feďu, Zina ale prohlašuje, že zůstane Feďovi věrná. Nastasje se tyto záměry nelíbí, protože sama by se ráda za knížete provdala. Vchází kníže. Myšlenka, že by se oženil s mladou dívkou, se mu líbí. Potom vypráví zmatené příhody ze svých mladých let. Potom ale musí odjet na oběd s guvernérem. Marja přesvědčuje Zinu, aby si vzala knížete za muže. Tak získá bohatství, ze kterého bude moci zaplatit Feďovo léčení a až kníže zemře, může si Feďi vzít. Zina nejprve vzdoruje, ale nakonec podléhá matčiným argumentům. 

#### 3. obraz
Týž pokoj později, slavnostně vyzdoben
Nastasja a Pavel pochopili Marjiny snahy a spojují se proti nim. Kníže se vrací do Marjina domu a Zina pro jeho pobavení zpívá árii z Belliniho opery Norma. Její zpěv je ale neustále rušen hovory a intrikami ostatních. Kníže je Zinou nadšen a slibuje Marje, že si ji vezme za ženu a hned pošle pro svůj poklad, aby jej nevěstě předal. Pak se odebírá ke krátkému spánku, aby si odpočal. Pavel znovu naléhá na Zinu, ale ta jej odmítá. Pavel pak náhodou získá od Barbory Feďův dopis Zině, ve kterém ji žádá, aby k němu přišla. Pavel i Nastasja pochopili, že se situace nevyvíjí v jejich prospěch a rozhodnou se spojit své síly, aby tento stav zvrátili.

### Druhé dějství

#### 1. obraz
budoár Marjina domu
Kníže se probudil, zkouší si paruku a sděluje Pavlovi, že zasnoubení asi nebylo z jeho strany moc moudré. Pavel se jej snaží přesvědčit, že se mu to patrně jen zdálo. Kníže nejprve nevěří, ale uvědomuje si jiné své sny a nakonec se nechává přesvědčit a slibuje, že druhý den s Pavlem odjede.

#### 2. obraz
Obývací pokoj, večer
Nastasja pozvala bez Marjina souhlasu Sofii Petrovnu a další paničky z městečka, aby byly svědky oslavy zásnub. Pavel obviňuje přítomné ženy, že chtěly ošálit knížete. Kníže se přichází rozloučit, mluví o zásnubách se Zinou. Pavel jej přesvědčuje, že to byl jen sen, Marja naopak, že zásnuby byly skutečné. Vchází Zina, omlouvá se za své chování, přiznává se ke své lásce k Feďovi a prosí knížete za odpuštění. Kníže je dojat, odpouští Zině a odchází. Marja si zoufá z neúspěchu svých snah. Pavel znovu vyznává lásku Zině. Nastasja má radost z Marjina neúspěchu a paničky z městečka se skvěle baví a sledují z okna, jak kníže odjíždí. V tom přichází Barbara se zprávou, že Feďa zemřel.

### Epilog
Archiv města Mordasova
Archivář vypráví, jak příběh dopadl: Marja prodala všechen majetek a odstěhovala se se Zinou z Mordasova. Podařilo se jí provdat Zinu za guvernéra kdesi na východě. Úředníci i důstojníci se tam obdivují krásné paní guvernérové, ale ta je chladná jako led. Nebýt svědectví zdejšího archivu, nikdo by nevěřil, že kdysi tak vřele milovala Feďu.

## Rozhlasové provedení
- 1933 Stanice Praha, 9. 6. 1933 v 19.15[18]

## Nahrávky
- 1998 DECCA, osoby a obsazení: Knihovník (Michael Kraus), Kníže (Albert Dohmen), Marja Alexandrovna (Jane Henschel), Nastasja (Charlotte Hellekant), Paul (Robert Wörle), Sina (Juanita Lascarro). Deutsches Symphonie-Orchester Berlin a ženské hlasy sboru Ernst Senff Chor řídí Lothar Zagrosek.